# У день весілля (фільм)
«У день весілля» (рос. «В день свадьбы») — російський радянський художній фільм 1968 р. за п'єсою Віктора Розова.

## Зміст
У центрі уваги взаємини Нюри Салової, Михайла Заболотного та Клави Камаєвої. Нюра і Михайло збираються одружитися. Вже все готове до майбутньої події. Та Михайло зустрічає своє перше кохання, Клаву, з якою вони разом були у дитбудинку. Вони розуміють, що спалахнулі почуття не можуть скасувати майбутнього весілля Михайла. Та після церемонії одруження Нюра вирішує, що не зможе жити з тим, хто не кохає її, і відпускає Михайла до Клави.